# Juelsberg
Juelsberg var krongods til 1669, da det blev købt af Claus Rasch, som kaldte sin nye ejendom for Raschenberg. Navnet Juelsberg er fra 1797. Gården ligger i Aunslev Sogn, Vindinge Herred, Nyborg Kommune. Hovedbygningen er opført i 1771-1786 ved Georg Dietrich Tschierske og Georg Erdman Rosenberg. Der var herregårdsovernatning i en sidefløj til hovedbygningen på Juelsberg til april 2017.
Juelsberg Gods er på 901 hektar med Strandskov.

## Ejere af Juelsberg
- (før 1669) Kronen
- (1669-1705) Claus Rasch
- (1705-1709) Anne Margrethe Lorentsdatter gift (1) Rasch (2) Ulfeldt
- (1709-1723) Erik Flemming Ulfeldt
- (1723-1728) Hans Adolph von Ahlefeldt
- (1728-1744) Christian von der Maase
- (1744-1764) Jens Dreyer
- (1764-1769) Anna Elisabeth Hamann gift Dreyer
- (1769-1771) Peder Saxesen / Hans Jensen Bredahl / Jens Thaulow
- (1771-1776) Gregers Christian Juel
- (1776-1803) Amalie Christiane Raben gift (1) Juel (2) Juel
- (1803-1847) Knud Frederik Juel
- (1847-1857) Hans Rudolph Juel
- (1857-1875) Hans Juel
- (1875-1908) Knud Frederik Juel
- (1908-1923) Hans Rudolf Juel
- (1923-1963) Gregers Juel
- (1963-1999) Erik Knud Juel
- (1999-) Gregers Christian Juel